# Revista Feminina (programa de televisão)
Revista Feminina foi um programa de televisão brasileiro, tendo sido o primeiro dedicado especificamente às mulheres na televisão brasileira. Estreou na TV Tupi em 1958 comandado por Maria Teresa Gregori Em 26 de fevereiro de 1973 o programa foi transferido para a Rede Bandeirantes após a Tupi anunciar para Maria Teresa que não tinha mais interesse em produzi-lo, embora a apresentadora quisesse continuar. Em 1981 a parceria entre Maria Teresa e a Band chegou ao fim e, a partir de 26 de junho, foi transferido para TV Gazeta, ficando apenas um ano no ar, saindo do ar oficialmente em 30 de dezembro de 1982.. 